# Hradiště (Pilzno)
Hradiště – część ustawowego miasta Pilzno, położona w jego w południowej części. Leży na terenie gminy katastralnej Pilzno 2.